# Аббасов, Фуад Малик оглы
Фуа́д Малик оглы Абба́сов (азерб. Fuad Malik oğlu Abbasov, род. 15 декабря 1976, Баку, Азербайджанская ССР, СССР) — азербайджанский и турецкий журналист и политолог, руководитель Международной информационной службы российских азербайджанцев (МИСРА), а также руководитель Центра информационных инициатив азербайджанцев России, бывший корреспондент и шеф-редактор московского бюро турецкого информационного агентства «Ихлас». Широкую известность Аббасов получил после своих выступлений на различных ток-шоу на российских телеканалах в связи со сбитым Турцией российским военным самолётом в 2015 году.
Будучи в России, Фуад Аббасов освещал различные проблемы, связанные с жизнью азербайджанцев в этой стране, защищал интересы Турции и Азербайджана на различных российских телепередачах. Весной 2019 года Аббасов был задержан в Москве по обвинению в нарушении миграционного законодательства и в июне этого же года депортирован в Азербайджан.

## Биография

### Юность. Начало журналистской деятельности

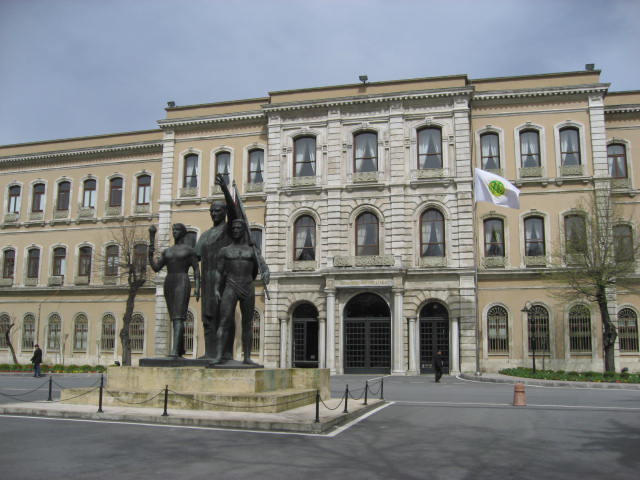
Фуад Аббасов окончил факультет журналистики Стамбульского университета.

Фуад Малик оглы Аббасов родился 15 декабря 1976 года в Баку. Является единственным братом трёх сестёр. Предки Аббасова родом из Физулинского района, из села Кюрдляр, где родились отец и дед Аббасова. По словам самого Аббасова, он является этническим азербайджанцем.
В 1993 году Аббасов окончил среднюю школу № 95 города Баку. В 1994 году поступил на факультет журналистики Стамбульского университета, отдел радио и телевидения. Окончил университет в 2000 году.
Ещё будучи студентом Стамбульского университета, Аббасов в 1997 году начал работать корреспондентом турецкого информационного агентства «Ихлас». Также с 18 сентября 2006 по 5 мая 2009 года Аббасов работал журналистом в турецком агентстве «Анадолу».

### Деятельность в России
В 1998 году информационное агентство «Ихлас» создало бюро в Москве и Аббасов был назначен туда специальным корреспондентом. В этом бюро он работал до 6 апреля 2016 года.

#### Выступления на российских телеканалах
24 ноября 2015 года в Сирии турецкие истребители сбили российский бомбардировщик Су-24, что привело к обострению российско-турецких отношений. Это событие стало одной из главных тем обсуждения на различных ток-шоу на российских телеканалах. Шеф-редактор московского бюро турецкого агентства «Ихлас» Фуад Аббасов также выступал на этих ток-шоу, защищая интересы Турции. На передачах его представляли как турецкого журналиста. Он также выступал в телеобсуждениях по карабахскому конфликту. Эти выступления на российском ТВ принесли известность Аббасову как в России, так и в Азербайджане. Всего на российских телеканалах Аббасов выступал около 40-50 раз.
В апреле 2016 года стало известно, что Фуад Аббасов уволен со своей должности. Так, Аббасову пришло письмо, в котором говорилось о его увольнении и о том, что дела агентства идут не очень хорошо. По словам же самого Аббасова, его увольнение связано с обращением российской стороны. Аббасов заявил, что работники агентства «Ихлас» сообщили ему, что решение об увольнении было принято по требованию Москвы.
После увольнения количество приглашений на российские телеканалы сократилось, что также было связано с тем, что с повестки дня были выведены обсуждения нагорно-карабахского конфликта и российско-турецких отношений.

#### Дальнейшая деятельность
6 апреля 2016 года Фуад Аббасов создал Международную информационную службу российских азербайджанцев (МИСРА). С 2017 года одновременно был руководителем Центра информационных инициатив азербайджанцев России. Активную деятельность на различных социальных сетях и видеоплатформах Аббасов начал с 2016 года.
В мае 2017 года Аббасов освещал одиночную акцию протеста активиста азербайджанский диаспоры Саттара Гамбарова перед зданием посольства Армении в России.
В декабре 2018 года было объявлено, что аэропорт Сургута в Западной Сибири будет назван в честь азербайджанца Фармана Салманова, одного из первооткрывателей сибирской нефти, в том числе и месторождений в районе Сургута. Это решение стало результатом общенационального голосования в отношении названий аэропортов по всей России. В ходе голосования Фуад Аббасов также проявлял активность. На своём сайте МИСРА он призывал россиян голосовать за то, чтобы аэропорту Сургута было присвоено имя Салманова. В январе же 2019 года Аббасов освещал вопрос закрытия азербайджанской мечети «Инам» в центре Москвы.
В феврале 2019 года в Москве между азербайджанцами и чеченцами на бытовой почве произошёл инцидент, закончившийся стрельбой и поножовщиной. В ночь инцидента Аббасов обратился с призывом, чтобы каждый чеченец и азербайджанец сняли на видео братские отношения и отправили ему, желая объединить всё и в одном материале опубликовать в соцсетях. Вскоре Аббасов обратился к своим знакомым чеченцам, с которыми познакомился во время похорон Орхана Джемаля, предложив им встретиться, чтобы успокоить ситуацию. На состоявшейся в Москве встрече азербайджанских и чеченских авторитетных лиц, организованной Аббасовым и его знакомыми чеченцами и азербайджанцами, стороны обсудили многие детали произошедшего. Сам Фуад Аббасов активно освещал встречу и вёл прямой эфир на своей странице в «Фейсбук». После того же, как обсуждения закончились, участники встречи вышли в прямой эфир и призвали свои диаспоры к миру и согласию. Даже спустя несколько дней Аббасов продолжал публиковать видеообращения азербайджанцев и чеченцев из разных регионов России.
В 2019 году Аббасов получил степень магистра Московского государственного гуманитарного университета по специальности юриста.

#### Критика в адрес азербайджанских диаспорских организаций России
В последний период своей деятельности в России Фуад Аббасов публично критиковал Федеральную национально-культурную автономию азербайджанцев России (АзерРос), её президента Мехрибан Садыгову, а также главу Российско-азербайджанского культурного общества в Москве Агададаша Керимова, обвиняя в бездействии в вопросах решения проблем, связанных с проживающими в России азербайджанцами. В частности, Аббасов критиковал АзерРос за отсутствие действий, направленных на решение азербайджано-чеченского конфликта, на решение проблемы, связанной с закрытием азербайджанской мечети в Москве, за отсутствие претензий против приезда в Москву в ноябре 2018 года президента непризнанной Нагорно-Карабахской Республики Бако Саакяна и против поездки в НКР ряда общественных деятелей России в октябре 2018 года.
В ответ, Руководители диаспорских азербайджанских организаций регионов Российской Федерации составили совместное обращение по поводу действий Фуада Аббасова, в котором отметили, что Аббасов «даёт несправедливую оценку работе азербайджанской диаспоры в России, занимается популизмом и своими резкими высказываниями компрометирует деятельность диаспоры на местах, сводя к нулю всю многолетнюю работу диаспоры». В ответ Аббасов призывал эти диаспорские организации в открытую критиковать его деятельность, не скрываясь под общим текстом обращения.

### Задержание и депортация
В мае 2019 года несколько азербайджанских общин России обратились в московский суд с требованием депортировать Фуада Аббасова из страны. 7 мая московский суд рассмотрел дело № 2737/2019 «Запрет на въезд иностранного гражданина и лица без гражданства на территорию Российской Федерации». 17 мая процесс завершился, а на следующий день российские правоохранительные органы задержали Фуада Аббасова по решению суда. По словам Аббасова, на него напали трое в штатском, когда он шёл в магазин во дворе дома:
Сначала я подумал, что это грабители, и оказал сопротивление. Они нанесли мне тяжкие телесные повреждения, я вышел на улицу и позвал полицию. Ко мне подошёл человек и сказал, что он из полиции. Мне заломили руки за спину и надели наручники, а затем затолкали в микроавтобус. Привезли в город Химки. Там мне сказали, что срок моего разрешения на проживание в России истёк. Хотели, чтобы я подписался под написанным от моего имени заявлением, но я не согласился. Затем было принято решение депортировать меня из России.»
По словам адвоката Аббасова Эльмана Пашаева, 17 апреля вид на жительство Фуада Аббасова в России был аннулирован, о чём журналист не знал. По закону, если вид на жительство аннулирован, то лицо в течение 15 дней должно покинуть территорию страны. Когда в суде у Аббасова спросили, зачем он не покинул страну, Аббасов ответил, что не знал об этом. В защите прав Аббасова активное участие приняли сотрудники посольства Азербайджана в России. В поддержку Аббасова также выступил политик и журналист Максим Шевченко, заявивший, что Фуада Аббасова преследуют за его ответственную политическую позицию. По мнению Шевченко, Фуада Аббасова из России изгоняет то лобби, которое препятствует сближению России с тюркским и исламским миром.
6 июня суд принял решение депортировать Фуада Аббасова. 7 июня Аббасов сам отправился в аэропорт, чтобы добровольно вылететь в Азербайджан, и за свои деньги купил билет. Однако, в аэропорту к журналисту подошёл незнакомец, который не дал ему покинуть Россию, после чего Аббасова отправили в изолятор. В этот же день Фуад Аббасов, находясь в центре временного содержания в Королёве, объявил голодовку, протестуя против своего задержания. 15 июня состояние здоровья Аббасова ухудшилось, но несмотря на советы врачей прекратить голодовку, Аббасов отказался это сделать. Однако, 20 июня из-за проблем со здоровьем Аббасов прекратил голодовку. Будучи в заключении, Аббасов записал аудиообращение, в котором заявил, что его арест — это акт устрашения всех тех, кто так или иначе захочет озвучить проблемы, связанные с азербайджанцами в России.
Наконец, 25 июня Фуад Аббасов был депортирован из России в Азербайджан. 26 июня Аббасов прибыл в Баку. В аэропорту имени Гейдара Алиева журналиста встречали члены его семьи и близкие.
Аббасову был запрещён въезд в Россию в ближайшие 50 лет. Своё преследование и выдворение из России сам Фуад Аббасов связывает с политическими силами, заинтересованными в ухудшении российско-азербайджанских и российско-турецких отношений. По его словам, оказанное на него в России давление и депортация были совершены по заказу. Как заявил Аббасов, заказ на его арест дал глава Союза армян России Ара Абрамян.